# The Black Six
The Black Six è un film statunitense del 1974 diretto da Matt Cimber.

## Trama
Uno studente di colore viene ucciso da una banda di motociclisti perché usciva con una ragazza nonché una sorella di uno di loro, così suo fratello Eddie Daniels cerca vendetta.